# Veronica Electronica
Veronica Electronica é um álbum de remixes da cantora e compositora estadunidense Madonna, lançado 25 de julho de 2025, através da Warner Records.

## Antecedentes
Originalmente idealizado por Madonna como um álbum de remixes que acompanharia seu sétimo álbum de estúdio Ray of Light (1998), o lançamento nunca se concretizou em virtude da grande campanha promocional e do sucesso dos singles do projeto principal, tornando-se um projeto comentado por muito tempo.
O álbum inclui remixes raros e inéditos de produtores com os quais Madonna trabalhou na época, incluindo Peter Rauhofer, William Orbit, Sasha, BT e Victor Calderone. Embora muitos desses remixes tenham sido lançados originalmente em singles físicos, alguns foram editados ou combinados especificamente para Veronica Electronica. Também contém a inédita "Gone Gone Gone", uma demo gravada durante as sessões de Ray of Light com o produtor Rick Nowels.

## Título e arte
Ao longo da campanha do álbum original, Madonna comentou que Veronica Electronica é o apelido do alter ego que ela mesma adotou durante as gravações de Ray of Light. Além disso, o nome é um de seus nomes do meio, originário de sua crisma católica quando criança. Durante a campanha promocional do álbum, Kurt Loder da MTV entrevistou Madonna e ela afirmou que o alter ego é medieval. De acordo com a porta-voz Liz Rosenberg, Madonna considerou intitular o álbum original de Mantra, o que ela considerou um "título muito legal", e também considerou chamá-lo de Veronica Electronica; no entanto, ela descartou ambas as ideias e chamou-o de Ray of Light, já que, além de seu projeto de estreia, seus álbuns de estúdio até então tinham o título de uma das músicas da lista de faixas de cada álbum. Tematicamente, as cinco primeiras edições foram criadas a partir da ideia de um set psicodélico de DJ tocado em uma boate underground, com Veronica sendo uma garota dançando ao som da música, que a colocava progressivamente em transe. As três últimas podem ser descritas como o segmento after hour para relaxar antes de sair da pista de dança e voltar para o mundo real.
Após o anúncio oficial do álbum em 5 de junho de 2025, que foi acompanhado do lançamento de um remix da faixa "Skin", Madonna compartilhou no seu Instagram:
Fazer meu álbum Ray of Light foi um momento seminal na minha vida como artista. Eu estava passando por uma grande metamorfose. Eu tinha acabado de dar à luz minha filha Lola. Eu tinha encontrado meu caminho espiritual e eu estava pronta para trocar de pele e seguir a estrada menos percorrida. Eu me aventurei na música eletrônica com William Orbit e criei um alter ego, utilizando um dos meios nomes do meio—e Veronica Electronica nasceu. Conheçam minha outra metade.
Fotografias tiradas de uma sessão de fotos de 14 de janeiro de 1998 pela dupla de fotógrafos Inez e Vinoodh são usadas na arte do álbum.

## Promoção
Em 5 de junho de 2025, Madonna lançou o remix Peter & Victor's Collaboration Edit de "Skin", seguido por "Gone Gone Gone"—uma outtake inédita gravada durante as sessões de Ray of Light—no mês seguinte; a canção alcançou o topo do iTunes dos Estados Unidos e estreou na 72ª posição do gráfico UK Singles Downloads Chart em 18 de julho de 2025.

## Lista de faixas
Lista de faixas adaptada do Apple Music.
| Veronica Electronica – Edição padrão |                                                                              |                                                           |                                                  |         |  |
| N.º                                  | Título                                                                       | Compositor(es)                                            | Produtor(es)                                     | Duração |  |
| 1.                                   | "Drowned World/Substitute for Love" (BT & Sasha's Bucklodge Ashram New Edit) | Madonna William Orbit Rod McKuen Anita Kerr David Collins | Madonna Orbit BT [a] Sasha [a]                   | 5:21    |  |
| 2.                                   | "Ray of Light" (Sasha Twilo Mix Edit)                                        | Madonna Orbit Clive Muldoon Dave Curtiss Christine Leach  | Madonna Orbit Sasha [a]                          | 5:42    |  |
| 3.                                   | "Skin" (The Collaboration Remix Edit)                                        | Madonna Patrick Leonard                                   | Madonna Orbit Marius de Vries Peter Rauhofer [a] | 5:18    |  |
| 4.                                   | "Nothing Really Matters" (Club 69 Speed Mix Meets the Dub)                   | Madonna Leonard                                           | Madonna De Vries Orbit Rauhofer [a]              | 5:14    |  |
| 5.                                   | "Sky Fits Heaven" (Victor Calderone Future New Edit)                         | Madonna Leonard                                           | Madonna Leonard Orbit Victor Calderone [a]       | 5:20    |  |
| 6.                                   | "Frozen" (Widescreen Mix and Drums)                                          | Madonna Leonard                                           | Madonna Leonard Orbit [a]                        | 5:18    |  |
| 7.                                   | "The Power of Good-Bye" (Fabien's Good God Mix Edit)                         | Madonna Rick Nowels                                       | Madonna Leonard Orbit Fabien Waltmann [a]        | 5:23    |  |
| 8.                                   | "Gone Gone Gone" (gravação demo original)                                    | Madonna Nowels                                            | Madonna Nowels                                   | 4:39    |  |
| Duração total:                       | Duração total:                                                               | Duração total:                                            | Duração total:                                   | 42:16   |  |